# Greater St. Louis Golf Classic
- Este artigo fala sobre o extinto torneio do PGA Tour, para obter informações sobre o [extinto] torneio do Nationwide Tour, veja St. Louis Golf Classic.

O Greater St. Louis Golf Classic foi um torneio masculino de golfe que fazia parte do calendário oficial do PGA Tour, disputado em 1972 e 1973 no Norwood Hills Country Club, em Normandy, Missouri, nos Estados Unidos. 
Em 1972, Lee Trevino fez birdie nos dois primeiros buracos, no domingo, para tomar a liderança do futuro Comissário do PGA Tour, Deane Beman, e acaba vencendo-o com uma tacada de vantagem.
Em 1973, Gene Littler vence Bruce Crampton por uma tacada de vantagem. Seis meses antes, Litter havia sido operado de câncer da glândula linfática.

## Campeões
St. Louis Children's Hospital Golf Classic

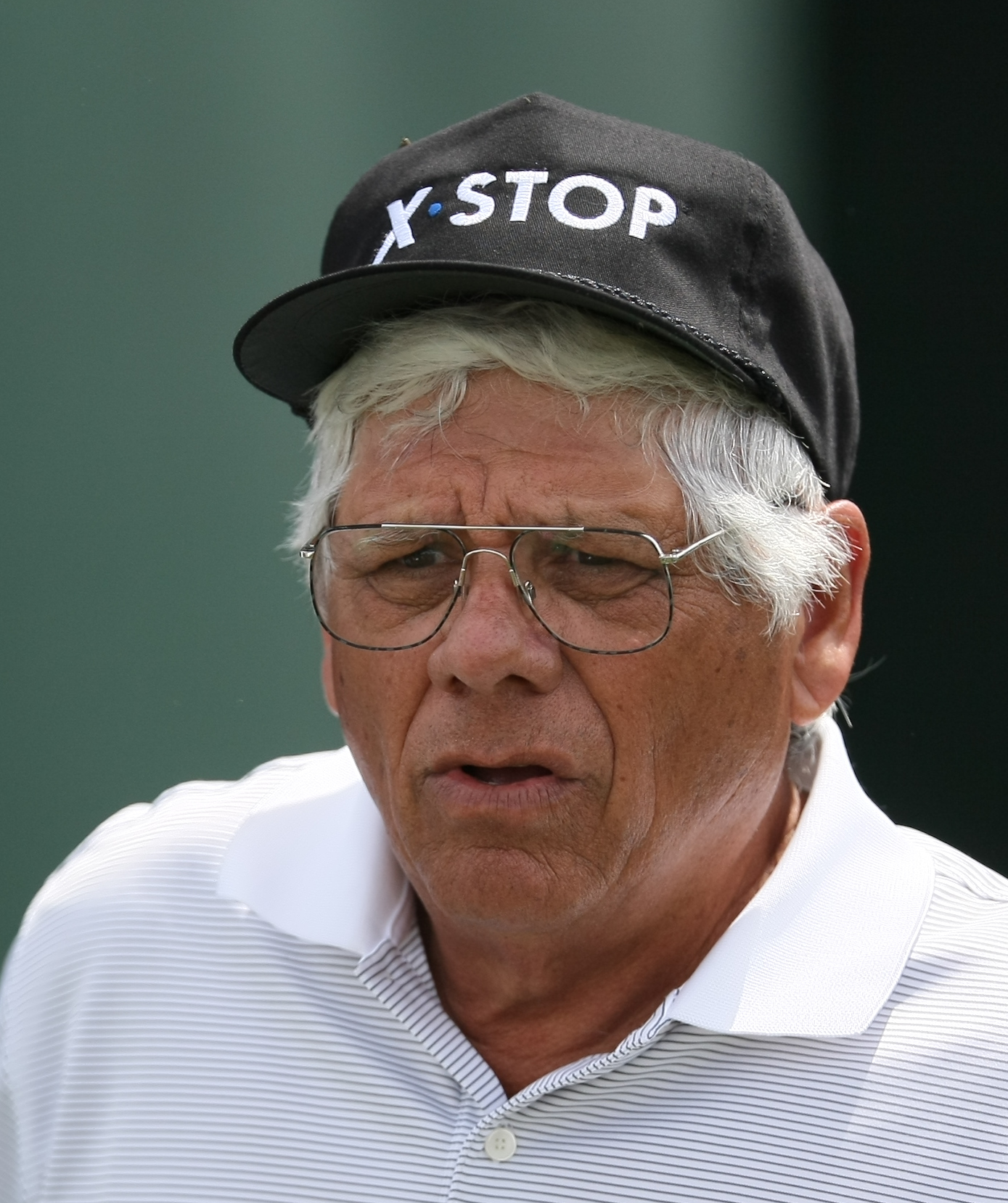
Lee Trevino, vencedor da primeira edição do torneio, em 1972.

- 1973 – Gene Littler, com 268 tacadas (66–66–68–68), doze abaixo do par[3]

Greater St. Louis Golf Classic
- 1972 – Lee Trevino, com 269 tacadas (65–68–66–70), onze abaixo do par[3]